# Impacto ambiental del biodiésel
El impacto ambiental del biodiésel es diverso y no está bien definido. Un incentivo mencionado a menudo para usar biodiésel es su capacidad para reducir las emisiones de gases de efecto invernadero en comparación con los combustibles fósiles . Que esto sea cierto o no depende de muchos factores.

## Emisiones de gases de efecto invernadero
Una crítica general en contra el biodiésel es el cambio en el uso de la tierra, que tiene el potencial de causar aún más emisiones de las que se podrían producir utilizando únicamente combustibles fósiles. Sin embargo, este problema se solucionaría con biocombustibles de algas que pueden utilizar tierras no aptas para la agricultura.
El dióxido de carbono es uno de los principales gases de efecto invernadero . Aunque la quema de biodiésel produce emisiones de dióxido de carbono similares a las de los combustibles fósiles ordinarios, la materia prima vegetal utilizada en la producción absorbe dióxido de carbono de la atmósfera cuando crece. Las plantas absorben el dióxido de carbono a través de un proceso conocido como la fotosíntesis que les permite almacenar energía de la luz solar en forma de azúcares y almidones. Después de que la biomasa se convierte en biodiésel y se quema como combustible, la energía y el carbono se liberan nuevamente. Una parte de esa energía es utilizada para impulsar un motor mientras que el dióxido de carbono se libera a la atmósfera.
Al considerar la cantidad total de emisiones de gases de efecto invernadero, es importante tener en cuenta todo el proceso de producción y los efectos indirectos que dicha producción podría causar. El efecto sobre las emisiones de dióxido de carbono depende en gran medida de los métodos de producción y del tipo de materia prima utilizada. Calcular la intensidad de carbono de los biocombustibles es un proceso complejo e inexacto, y s altamente dependiente a las suposiciones realizadas en el cálculo. Un cálculo generalmente incluye:
- Emisiones del cultivo de la materia prima (p. ej. Petroquímicos utilizados en fertilizantes).
- Emisiones del transporte de la materia prima a la fábrica.
- Emisiones del procesamiento de la materia prima en biodiésel.
- Absorción de las emisiones de CO 2 del cultivo de la materia prima.

Otros factores pueden ser muy significativos, pero a veces no son tomados en cuenta. Éstas incluyen:
- Emisiones por el cambio de uso de la tierra del área donde se cultiva la materia prima del combustible.
- Emisiones del transporte del biodiésel desde la fábrica hasta su punto de uso
- La eficiencia del biodiésel en comparación con el diésel estándar
- La cantidad de dióxido de carbono producido en el tubo de escape. (El biodiésel puede producir un 4,7% más)[cita requerida]
- Los beneficios debidos a la producción de subproductos útiles, como alimento para ganado o glicerina.

Si no se tiene en cuenta el cambio de uso de la tierra y se asumen los métodos de producción actuales, el biodiésel a partir de aceite de colza y de girasol produce entre un 45 % y un 65 % menos de emisiones de gases de efecto invernadero que el petrodiésel. Sin embargo, hay investigaciones en curso para mejorar la eficiencia del proceso de producción. El biodiésel producido a partir de aceite de cocina usado u otra grasa de desecho podría reducir las emisiones de CO 2 hasta en un 85 %. Siempre que la materia prima se cultive en tierras de cultivo existentes, el cambio de uso de la tierra tiene poco o ningún efecto sobre las emisiones de gases de efecto invernadero. Sin embargo, existe la preocupación de que el aumento de la producción de materias primas afecte directamente la tasa de deforestación. Tal tala provoca la liberación del carbono almacenado en el bosque, el suelo y las capas de turba . La cantidad de emisiones de gases de efecto invernadero de la deforestación es tan grande que los beneficios de las emisiones más bajas (causadas solo por el uso de biodiésel) serían insignificantes durante cientos de años. Por tal razón, el biocombustible producido a partir de materias primas como el aceite de palma podría causar emisiones de dióxido de carbono mucho más altas que algunos tipos de combustibles fósiles.

## Contaminación
En los Estados Unidos, el biodiésel es el único combustible alternativo que se ha completado con éxito los requisitos de Pruebas de Efectos sobre la Salud (Nivel I y Nivel II) de la Ley de Aire Limpio (1990) .
El biodiésel puede reducir la emisión directa del tubo de escape de partículas, pequeñas partículas de productos de combustión sólida, en vehículos con filtros de partículas hasta en un 20 por ciento en comparación con el diésel con bajo contenido de azufre (< 50 ppm). Las emisiones de partículas como resultado de la producción se reducen en alrededor de un 50 por ciento en comparación con el diésel de origen fósil.

## Biodegradación
Un estudio de la Universidad de Idaho comparó las tasas de biodegradación del biodiésel, los aceites vegetales puros, las mezclas de biodiésel y diésel de petróleo y el combustible diésel bidimensional puro. Utilizando bajas concentraciones del producto a degradar (10 ppm) en soluciones enmendadas con nutrientes y lodos de depuradora, demostraron que el biodiésel se degradaba al mismo ritmo que un control de dextrosa y 5 veces más rápido que el diésel de petróleo durante un período de 28 días, y que las mezclas de biodiésel duplicaron la tasa de degradación del diésel de petróleo a través del co-metabolismo . El mismo estudio examinó la degradación del suelo usando 10 000 ppm de biodiésel y diésel de petróleo, y encontró que el biodiésel se degradaba al doble de la tasa del diésel de petróleo en el suelo. En todos los casos, se determinó que el biodiésel también se degradó más completamente que el diésel de petróleo, lo que produjo intermediarios indeterminados poco degradables. Los estudios de toxicidad para el mismo proyecto no demostraron mortalidad y pocos efectos tóxicos en ratas y conejos con hasta 5000 mg/kg de biodiésel. El diésel de petróleo tampoco mostró mortalidad a la misma concentración, sin embargo, se observaron efectos tóxicos como pérdida de cabello y decoloración urinaria con concentraciones de >2000 mg/L en conejos.:

### En ambientes acuáticos
A medida que el biodiésel se utiliza cada vez más, es importante tener en cuenta cómo afecta el consumo a la calidad del agua y los ecosistemas acuáticos. La investigación que examinó la biodegradabilidad de diferentes combustibles biodiésel encontró que todos los biocombustibles estudiados (incluido el aceite de colza puro, el aceite de soja puro y sus productos de éster modificado) eran compuestos "fácilmente biodegradables" y tenían una tasa de biodegradación relativamente alta en el agua. Además, la presencia de biodiésel puede aumentar la tasa de biodegradación del diésel a través del co-metabolismo. A medida que aumenta la proporción de biodiésel en las mezclas de biodiésel/diésel, más rápidamente se degrada el diésel. Otro estudio que utilizó condiciones experimentales controladas también mostró que los ésteres metílicos de ácidos grasos, las moléculas principales del biodiésel, se degradaban mucho más rápido que el diésel de petróleo en el agua de mar.

## Emisiones de carbonilo
Al considerar las emisiones del uso de combustibles fósiles y biocombustibles, la investigación generalmente se enfoca en los principales contaminantes como los hidrocarburos. Generalmente se reconoce que el uso de biodiésel en lugar de diesel da como resultado una reducción sustancial en las emisiones de gases regulados, pero ha faltado información en la literatura de investigación sobre los compuestos no regulados que también juegan un papel en la contaminación del aire. Un estudio se centró en las emisiones de compuestos de carbonilo que no cumplen los criterios de la quema de mezclas de diésel puro y biodiésel en motores diésel de servicio pesado. Los resultados encontraron que las emisiones de carbonilo de formaldehído, acetaldehído, acroleína, acetona, propionaldehído y butiraldehído fueron más altas en las mezclas de biodiésel que las emisiones del diesel puro. El uso de biodiésel da como resultado mayores emisiones de carbonilo pero menores emisiones totales de hidrocarburos, lo que puede ser mejor como fuente alternativa de combustible. Se han realizado otros estudios que contradicen estos resultados, pero las comparaciones son difíciles de realizar debido a varios factores que difieren entre los estudios (como los tipos de combustible y los motores utilizados). En un documento que comparó 12 artículos de investigación sobre las emisiones de carbonilo del uso de combustible biodiésel, encontró que 8 de los documentos informaron un aumento de las emisiones de compuestos de carbonilo, mientras que 4 mostraron lo contrario. Esto es evidencia de que todavía se requiere mucha investigación sobre estos compuestos.